# 耶庫諾·阿姆拉克

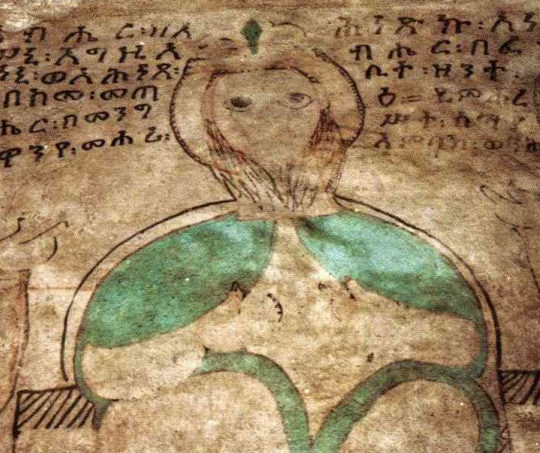

耶庫諾·阿姆拉克（?—1285年6月19日），埃塞俄比亞皇帝，即位後改名特斯法·伊亞蘇斯，是所羅門王朝的首任君主。他原本是貝特阿姆哈拉（即現今沃洛和謝瓦北部的部分地區）的統治者，在打敗最後一位扎格维國王後成為了埃塞俄比亞皇帝。